# ГЕС Согамосо
ГЕС Согамосо — гідроелектростанція у Колумбії, за 270 км на північний схід від столиці країни Боготи. Використовує ресурс із річки Согамосо, правої притоки Магдалени (впадає до Карибського моря в місті Барранкілья).
У межах проєкту річку перекрили кам'яно-накидною греблею із бетонним облицюванням висотою 190 метрів та довжиною 345 метрів. На час будівництва воду відвели за допомогою двох тунелів довжиною по 0,85 км з діаметром 9 метрів. Гребля утримує водосховище Topocoro з площею поверхні 69 км2 та об'ємом 4,8 млрд м3 (корисний об'єм 1,92 млрд м3), у якому припустиме коливання рівня поверхні під час операційної діяльності між позначками 290 та 320 метрів НРМ.
Праворуч від греблі облаштували підземний машинний зал, обладнаний трьома турбінами типу Френсіс потужністю по 273 МВт. При напорі у 147 метрів вони повинні забезпечувати виробництво 5056 млн кВт·год електроенергії на рік.
Під час будівництва комплексу окрім зазначених робіт провели вибірку 7,2 млн м3 породи (в т. ч. 0,9 млн м3 у підземних спорудах) та використали 370 тис. м3 бетону.